# Roger Marshall
Roger Wayne Marshall, född 9 augusti 1960 i El Dorado i Kansas, är en amerikansk republikansk politiker och läkare. Han är ledamot av USA:s senat sedan 2021. Innan dess var han ledamot av USA:s representanthus 2017–2021.
Marshall avlade 1980 kandidatexamen vid Kansas State University och 1987 läkarexamen vid University of Kansas School of Medicine. I republikanernas primärval inför kongressvalet 2016 besegrade Marshall sittande kongressledamoten Tim Huelskamp. Marshall vann sedan själva kongressvalet där hans främsta motståndare Alan LaPolice kandiderade som obunden.
Den 7 september 2019 tillkännagav han sin kandidatur för USA:s senat i valet 2020, på det mandat som blev vakant eftersom Pat Roberts avsade sig omval. Marshall vann det republikanska primärvalet den 4 augusti 2020, och valdes som senator den 3 november 2020.
Han är gift med Laina och har fyra barn.